# 普瑞迫勞斯
普瑞迫勞斯（希臘語：Πρεπέλαος , 前四世紀人物），是馬其頓國王卡山德的將軍。
他第一次登上歷史舞台是在前315年，當時卡山德命他前與波利伯孔之子亞歷山大秘密協商，成功讓波利伯孔脫離安提柯陣營，使他們倒向卡山德。不久，卡山德派普瑞迫勞斯率領一支軍隊去卡里亞援助阿桑德，一同抵擋安提柯侄子托勒密，在這之後直到前303年止沒有普瑞迫勞斯的事蹟。前303年，普瑞迫勞斯統領科林斯重要的要塞並率領一支大軍防守它，但仍舊無法抵擋德米特里一世的進攻，使之失守，普瑞迫勞斯被迫匆忙逃遁。在隔年前302年的夏季，卡山德派遣他帶著一支數量龐大的軍隊入侵小亞細亞，與利西馬科斯的軍隊分路對付安提柯的勢力。普瑞迫勞斯這一路進展相當成功，他的軍隊在短短時間內就奪下許多重要城市如阿蘭梅特烏姆（Adramyttium）、以弗所、薩第斯等，他幾乎主宰了伊奧利亞（Aeolis）和愛奧尼亞一帶，但當秋季德米特里一世從希臘率軍返回時，他無力阻止德米特里一世奪回失土，在這之後並沒有普瑞迫勞斯的消息了。

## 來源
1. ↑  西西里的狄奧多羅斯, Bibliotheca, xix. 64
2. ↑  西西里的狄奧多羅斯., xix. 68
3. ↑  西西里的狄奧多羅斯., xx. 103
4. ↑  西西里的狄奧多羅斯., xx. 107, 111

- 威廉·史密斯，《希腊羅馬的神話和傳記辭典》, "Prepelaus" （页面存档备份，存于）, 波士頓, (1867)